# Ніверол високогірний
Ніверол високогірний (Pyrgilauda blanfordi) — вид горобцеподібних птахів родини горобцевих (Passeridae).

## Назва
Вид названо на честь англійського натураліста Вільяма Томаса Бланфорда (1832—1905).

## Поширення
Вид поширений в Гімалаях, Тибеті та горах Центрального Китаю. Мешкає у гірських степах та луках.